# Vláda Júlia Révaye
Vláda Júlia Révaye byla první a jedinou vládou krátce existujícího samostatného státu Karpatská Ukrajina, vzniklého na území Podkarpatské Rusi. Vláda fungovala v období od 15. do 18. března 1939, jejím předsedou byl Július Révay.

## Předcházející události
14. března 1939 bylo na zasedání podkarpatského sněmu rozhodnuto bránit zemi proti případnému maďarskému vpádu. V noci ze 14. na 15. března vtrhli Maďaři přes podkarpatské hranice, když předtím poslali do Prahy ultimátum, aby československé vojsko vyklidilo do 24 hodin Podkarpatskou Rus.
15. března 1939 byla vyhlášena nezávislá republika Karpatská Ukrajina. Nově zvolený prezident Karpatské Ukrajiny Augustin Vološin poslal do Bukurešti telegram a požadoval vojenské obsazení země a zřízení rumunského protektorátu. Na tento telegram však nikdo neodpověděl.

## Následný vývoj
18. března 1939 byla celá Karpatská Ukrajina obsazena Maďarskem. Území bylo nadále nazýváno Podkarpatsko (Karpátálja) a byla mu přislíbena autonomie v rámci Maďarského království. Augustin Vološin žil po dobu války v Praze a měl zde status cizince. V roce 1945 byl odvlečen do Moskvy, kde v témže roce zemřel na následky mučení v tamní věznici.

## Složení nezávislé vlády
Složení vlády:
| Portfej                               | Ministr          | Strana | Strana | Nástup do úřadu | Odchod z úřadu  |
| ------------------------------------- | ---------------- | ------ | ------ | --------------- | --------------- |
| Předseda vlády a ministr zahraničí    | Július Révay     |        | UNS    | 15. března 1939 | 18. března 1939 |
| Ministr hospodářství a obrany         | Štefan Kločurak  |        | UNS    | 15. března 1939 | 18. března 1939 |
| Ministr vnitra                        | Jurij Perevuznik |        | UNS    | 15. března 1939 | 18. března 1939 |
| Ministr zdravotnictví a sociální péče | Mikola Dolinaj   |        | UNS    | 15. března 1939 | 18. března 1939 |
| Ministr školství a náboženských věcí  | Augustin Štefan  |        | UNS    | 15. března 1939 | 18. března 1939 |
| Ministr financí a komunikací          | Julij Braščajko  |        | UNS    | 15. března 1939 | 18. března 1939 |